# Castell de Tudela (Astúries)
El castell de Tudela és a La Focara tot i que pertany a la parròquia asturiana de Santianes, en el consell d'Oviedo (Espanya). Es tracta d'una fortalesa construïda sobre les primitives runes d'un castro, reformat per Alfons III el Magne i derrocat per Joan I de Castella l'any 1383. Lo conservat en l'actualitat respon des del punt de vista constructiu als segles xiii i xiv, i es limita pràcticament a les restes de la torre. També s'aprecien les línies del doble fossat que el rodejava. El castell fou propietat de Gonzalo Peláez conjuntament amb els de Gozón, Buanga, Proaza, Alba de Quirós, Luna i Aguilar. Fou declarat monument històric el 22 de maig de 1965.